# گاگیک شاهبازیان
گاگیک شاهبازیان (ارمنی: Գագիկ Մկրտչի Շահբազյան؛ زادهٔ ۲۷ ژوئیهٔ ۱۹۵۵) یک سیاستمدار و دیپلمات اهل ارمنستان است که از تاریخ ۱۹۹۱ تا تاریخ ۱۹۹۳ در دولت گاگیک هاروتیونیان و دولت خسرو هاروتیونیان و از تاریخ ۱۹۹۹ تا تاریخ ۲۰۰۰ در دولت آرام سارگسیان سمت وزیر کشاورزی ارمنستان را برعهده داشت. شاهبازیان همچنین بین سال‌های ۱۹۹۷ تا ۱۹۹۳ سفیر ارمنستان در روسیه بود.

## زندگی‌نامه
در ۲۷ ژوئیهٔ ۱۹۵۵ در ایروان به دنیا آمد و از دانشگاه ملی علوم کشاورزی ارمنستان فارغ‌التحصیل گشت. .